# NK Vitanovići '78
NK Vitanovići '78 je hrvatski nogometni klub iz Vitanovića Donjih kod Brčkog, BiH.

## Povijest
U sezoni 2016./17. bili su prvaci 2. županijske lige PŽ i ostvarili plasman u 1. županijsku ligu PŽ.
U Kupu Federacije BiH nastupili su u sezoni 2018./19.